# (72668) 2001 FG51
(72668) 2001 FG51 – planetoida z pasa głównego asteroid okrążająca Słońce w ciągu 4,89 lat w średniej odległości 2,88 j.a. Odkryta 18 marca 2001 roku.